# Univers de Myst

L'univers imaginaire dans lequel se déroulent les jeux vidéo de la série Myst (dont le premier est sorti en 1993) est constitué d'une multitude de mondes parallèles reliés entre eux et dont D'ni est le principal. Cet univers est approfondi dans les autres publications de la franchise, notamment la série de romans, les comics, les guides officiels et la série spin-off de jeu vidéo Uru.

## Présentation

Un livre ouvert dont la page droite contient une ouverture vers un autre monde, rappelant les livres que le joueur trouve au cours du jeu.

L’univers de la série Myst est composé d'un grand nombre de mondes parallèles très différents les uns des autres, appelés « Âges ». Il est possible de voyager entre ces mondes grâce à des « livres de liaison » (ou « livres relais »). Ces livres sont munis d'un écran cristallin qui montre une image animée du lieu décrit dans leurs pages. La description extrêmement précise de l’Âge faite à l’intérieur du livre permet à celui qui touche l’écran d’y être transporté immédiatement. Ces livres sont rédigés par les D'ni, une très ancienne civilisation à la technologie avancée, grâce à l'Art de l'Écriture. Ce peuple a élu domicile sur Terre dans une gigantesque caverne située plusieurs kilomètres sous un désert du Nouveau-Mexique.
Le mot « D'ni » désigne à la fois la cité, son peuple et sa langue.
Les intrigues des différents romans et jeux suivent la famille d'Atrus, petit fils d'Anna, une humaine, et d'Aitrus, un D'ni de la guilde des Mineurs. Atrus est également le fils de Gehn, un D'ni qui lui a enseigné le grand art de l’Écriture.

## Création et fonction de l’univers
L’univers de Myst occupe une place importante dans la franchise, constituant une trame de fond commune à toutes les œuvres (jeux vidéo, romans ou comics). Dès la création du premier opus de la série en 1993, les frères Robyn et Rand Miller, créateurs du jeu, ressentent le besoin d’élargir le scénario au-delà de la seule histoire du jeu, et étoffent petit à petit le monde qu'ils ont créé : d’abord avec Le livre d'Atrus, le premier des trois romans issu de l'univers de Myst, puis avec Riven, la suite du premier jeu. La narration peut ainsi se définir comme proche d’« un scénario à tiroirs d’une fiction littéraire » que le joueur (ou le lecteur) découvre et reconstitue au fur et à mesure. À la différence des jeux d’enquête, si la trame de fond est fixe, l’évolution du scénario permet une grande liberté, sans linéarité. 
L’univers de Myst repose en grande partie sur l’histoire de l’ancienne civilisation D’ni. Dans le premier jeu, les D’ni et leur civilisation ne sont quasiment pas présents, ils n’ont été développés que lors de la création de Riven et de l'écriture du premier roman. Néanmoins, des éléments rattachant ce jeu à l’histoire de D’ni seront ajoutés par la suite dans les rééditions du jeu, comme la tombe de Ti’Ana dans realMyst. Les jeux Myst V : End of Ages et surtout Uru: Ages Beyond Myst sont plus directement liés à la Cité de D’ni et à sa civilisation.
Dans l’univers de Myst transparaissent certaines influences des frères Miller, en particulier L'Île mystérieuse de Jules Verne. Rand Miller explique aussi qu’un des points de départ a été l’approfondissement de leurs précédents travaux,. En termes de publication, l’univers de Myst dépasse les jeux pour se dévoiler dans la trilogie de romans, The Myst Reader, ainsi que dans les fascicules des jeux, notamment celui de Myst V: End of Ages qui inclut une chronologie détaillée des événements. Des journaux et livres permettent aussi de consulter des éléments historiques de l’univers directement dans les jeux.
La série Myst a également engendrée l'apparition de nombreux jeux imitant son gameplay. Jean-Yves Kerbrat les définit comme des jeux d’aventure-réflexion à l’univers codifié et ouvert et dont l’avancement repose sur la résolution d’énigmes et où le joueur doit découvrir les règles du monde virtuel dans lequel il est plongé.

## L'Art de l'Écriture
L'Art de l'Écriture est l'élément central de l'univers de Myst. Cette science développé par les Ronay, le peuple dont sont issus les D'ni et les Terahnee, permet de créer des mondes parallèles appelés Âges.
Pour créer ces Âges, les Écrivains doivent décrire de façon extrêmement précise et suivant une structure complexe dans un livre de description (kor-mahn) et un livre de liaison (kor-vahkh) le lieu qu'ils souhaitent relier. Si leur texte est correctement rédigé, un panneau animé montrant l'Âge apparaît sur la première page du livre de liaison, il suffit alors de poser la main dessus pour s'y téléporter. Toutefois, la théorie du chaos semble occuper une place importante dans le comportement des Âges.
Grâce à cette science, les D'ni ont pu créer tous les mondes qu'ils désiraient et ainsi avoir accès à des ressources inépuisables. Cependant, la rédaction de ces livres spéciaux est complexe et prend un temps considérable (qui augmente avec la taille de l'Âge). De plus, très peu de D'ni maîtrisent l'Écriture, et les membres de la Guilde des Écrivains sont quasiment les seuls capables de créer des Âges. Le papier et l'encre utilisés pour écrire les Âges sont spéciaux et leur fabrication est également complexe.
Créer un Âge stable est extrêmement complexe, car il est nécessaire que l'écrivain prenne en compte tous les paramètres physiques, géologiques et biologiques qui régissent les planètes et les écosystèmes. Ainsi des erreurs ou des contradictions présentes dans le livre de description d'un Âge entraînent une instabilité dans le monde qui se traduit principalement par des brèches dans l'espace temps pouvant détruire l'Âge dans sa totalité. Il est possible d'apporter des modifications dans les livres à tout moment, mais ces modifications amplifient généralement l'instabilité des mondes. Quatre-vingt-treize livres font partie des Canons de la Guilde des Écrivains, ils sont considérés comme le plus grand chef-d’œuvre de l'Art de l'Écriture.
Plusieurs théories sont développées dans les différents jeux et romans concernant l’existence des Âges. La théorie généralement admise est que l'écrivain ne crée pas directement l'Âge mais ne construit qu'un lien entre le monde où il se trouve et le monde qu'il décrit ce qui est expliqué par la principale religion de D'ni. La plupart des cultes D'ni sont dédiés à Yahvo, le Créateur du Grand Arbre des Possibles, l'Arbre qui contient tous les univers qui existent, dans le passé, le présent et le futur. Ainsi, en considérant que l'univers est infini autant dans l'espace que dans le temps, tous les mondes qui peuvent être imaginés ont existé, existent ou vont exister. Le livre de liaison ne fait alors qu'un lien qui n'est limité ni  par l'espace ni  par le temps.

### Grands Âges D’ni
Les grands Âges D’ni sont les livres les plus célèbres datant de l’apogée D’ni. Ce sont des Âges écrits par les plus grands scribes.
- Âge de Yakul : Âge écrit par Artenen, c’est l’Âge des cérémonies officielles.
- Nidur Gemat : Âge de Véovis, célèbre grâce à son auteur.
- Âge du Grand Repos : Royaume de Te Nagamaris, l’âge des sépultures D’ni.
- Er’Duna : Premier Âge des moissons.
- Er’Jerah : Second Âge des moissons.
- Sedona : Très vieil Âge D’ni. Le soleil de cet âge s’est transformé en super Nova. Atrus brûlera ce livre.
- Gadar : Sur cet Âge, la guilde des législateurs stocke les archives.
- Bilaris : Âge où se sont réfugiés des survivants D’ni.
- Aurack : Autre Âge où se sont réfugiés les survivants D’ni.
- Ader Jamat : Premier Âge écrit par Véovis.
- Ederat : Écrit par Véovis pour A’Gaeris ; Atrus le modifiera en Belzebuth et Anna le brûlera.

## Peuples et civilisations

### D’ni
D’ni est le nom donné à la ville bâtie dans une immense caverne souterraine. Une voie vers la surface relie la caverne à une crevasse au pied d’un volcan, situé quelque part dans le désert du Nouveau-Mexique. Les D’ni sont également le peuple qui occupait cette ville souterraine avant qu’un tremblement de terre et une épidémie ne le décime.
Le terme « D’ni » est dérivé de « Dunny », Matt Dunny étant le personnage principal d’une histoire d’aventure écrite dans sa jeunesse par Robyn Miller et qui servit en partie pour le scénario de Myst.

### Terahnee
Les Terahnees et les D’ni ont la même origine, Garternay, le monde originel. Pour des raisons d’opinions différentes, certains Gaternay ont rejoint un monde autre que le livre de la Terre (D’ni). Ils se sont alors exilés dans un âge appelé Terahnees. Après la découverte du relais vers Terahnee à D’ni par Atrus et les quelques centaines de survivants qu’il a pu regrouper, celui-ci tente de renouer les liens entre les deux peuples, mais il découvre au cours de son séjour que les Terahnees sont un peuple esclavagiste ; c’est là la différence qui opposa autrefois les Terahnee et les D’ni au moment de leur séparation. Peu de temps après l’arrivée de l’expédition d’Atrus une guerre entre les esclaves et les Terahnees se déclenche. Une épidémie met fin au règne des Terahnees dont l’origine était Atrus et ses compagnons qui possédaient une bactérie, inoffensive pour eux-mêmes, mais mortelle pour les Terahnees et leurs esclaves. Après la guerre Atrus prend la décision de fermer à jamais les liens entre les deux peuples.

## Langue d’ni
La langue fictive d’ni repose sur l’alphabet d’ni constitué de 24 symboles, 35 avec les accentuations. Elle est employée aussi bien dans les jeux que dans les romans.

## Sciences et technologie

### Le nara
Le « nara » est la matière principale des D’ni, il s’agit d’une roche magmatique étant passée par une chambre de fusion. Sa masse est alors réduite d’un facteur 200. Le nara est trente fois plus dense que l’acier et bien plus solide que celui-ci.

### Numération D’ni

Numération D’ni.

La numération D’ni est utilisée par la civilisation D’ni dans les jeux de la saga Myst, particulièrement dans Riven (où elle apparaît pour la première fois) et Uru: Ages Beyond Myst pour les énigmes, ainsi que dans les romans écrits par David Wingrove, Robyn et Rand Miller. Si notre civilisation utilise communément le système décimal (base 10), les D’ni utilisent exclusivement un système quinquévigésimal (base 25).

### Réception
La franchise Myst a connu un succès international et reste marquante dans l’histoire du jeu vidéo. Concernant plus spécifiquement l’univers, des universitaires comme C. Pearce se sont intéressés au phénomène d’appropriation par les amateurs de l’histoire et des codes de Myst, citant en exemple la création de nouveaux contenus sur le projet de jeu multijoueur Myst Online : Uru Live ou la rédaction de dictionnaires D’ni en ligne.

## Sources et références
1. 1 2  (en) Celia Pearce, « Productive Play: Game Culture From the Bottom Up », Games and Culture, vol. 1, no 1,‎ janvier 2006 (lire en ligne)
2. 1 2  Jean-Yves Kerbrat, Manuel d’écriture de jeux vidéo, L’Harmattan, 2006, 347 p. (ISBN 978-2-7475-9897-2, lire en ligne), p. 49-51, 71
3. ↑  Pierre Biançon, « Les dédales de Myst », Libération,‎ 3 mars 1995 (lire en ligne)
4. ↑  (en) Jon Carroll, « Guerrillas in the Myst », Wired, no 2.08,‎ août 1994 (lire en ligne)
5. ↑  (en) Pat Harrigan, First Person : New Media as Story, Performance, and Game, MIT Press, 2004, 331 p. (ISBN 978-0-262-23232-6, lire en ligne), p. 136
6. ↑  Myst : le Livre de Ti'ana, Rand Miller et David Wingrove, J'ai lu SF no 4455, 1997.
7. ↑  Wolf   2011, p. 68
8. 1 2  « D’ni alphabet », sur omniglot.com
9. ↑  Rand Miller et David Wingrove, Myst, the book of D’ni, Hyperion, 1998, p. 118  (ISBN 9780786889426)
10. ↑  (en) Ken Ficara, « Breathtaking Sequel to ’Myst’ Lacks Its Sense of Exploration », The Wall Street Journal,‎ 31 octobre 1997
11. ↑  (en) Simon Egenfeldt-Nielsen, Jonas Heide Smith et Susana Pajares Tosca, Understanding video games : the essential introduction, Taylor & Francis, 2008, 293 p. (ISBN 978-0-415-97720-3, lire en ligne), p. 84